# Radio Dresden
Radio Dresden ist ein privater Hörfunksender aus Dresden. Sendestart war der 9. Mai 1993. Von 1999 bis zum 22. Juli 2007 nannte sich der Sender Dresden 103 Punkt 5.
Das Mantelprogramm von Radio Dresden stammt von der Broadcast Sachsen GmbH & Co. KG, die unter anderem Antenne Sachsen sowie auch Hitradio RTL bestückt. Direkt in Dresden wird das gesamte Mantelprogramm für das Sachsen Funkpaket sowie die Lokalnachrichten für Dresden produziert. Das Repertoire des Senders mit dem Slogan „Der Sound für Dresden Stadt und Land“ beinhaltet vor allem Musik von den 1980er Jahren bis heute.

## Allgemeine Informationen
Radio Dresden ist Mitglied des Senderzusammenschlusses im Sachsen Funkpaket. Die speziell für die Großstädte und Ballungsräume Sachsens eingerichteten Sender strahlen jeweils ein 24-Stunden-Vollprogramm aus, so auch Radio Dresden. Der Sender spricht eine Hörerzielgruppe im Alter von 30 bis 49 Jahren an. Er spielt hauptsächlich das Adult-Contemporary-Musikformat. Daneben gibt es stündliche Nachrichten, welche immer 10 Minuten vor der vollen Stunde gesendet werden und aus diesem Grund mit dem Claim "Immer 10 Minuten früher informiert" beworben werden. Zusätzlich werden Verkehrsmeldungen im Halbstundentakt sowie aktuelle Informationen und Veranstaltungshinweise für die Region gesendet.

## Geschichte
Am 9. Mai 1993 drückte der damalige Dresdner Oberbürgermeister Herbert Wagner den Startknopf. Die erste Sendung bei 103,5 Radio Dresden moderierten Matthias Zilch und DJ Happy Vibes. 
Seit Januar 1999 ist Tino Utassy Geschäftsführer von Radio Dresden. Er folgte auf Hermann Hohenberger, der den Sender seit Sendestart leitete. Verkaufsleiter ist Thomas Wohlleben.

## Funkhaus
Produziert wird das Programm von Radio Dresden seit Oktober 1998 im Ammonhof (Ammonstraße 35) in Dresden. Dort sitzt Radio Dresden unter einem Dach mit Hitradio RTL. Seit Sendestart hatte Radio Dresden sein Funkhaus auf der Mohorner Straße, bevor der Sender im Oktober 1998 direkt ins Stadtzentrum von Dresden zog.
Im Mai 2005 zog Radio Dresden innerhalb des Ammonhofes um und erhielt dabei zwei neue Sendestudios. Im August 2018 wurde damit begonnen, die Studiotechnik zu erneuern. Dabei entstand ein komplett neues und größeres Hauptsendestudio, welches im Juli 2019 durch ein neues kleineres Backup-Studio ergänzt wurde.

## Programmdirektoren
- Uwe Schneider (01/1999 – 12/2009)
- Matthias Montag (05/2010 – 04/2013)
- Karin Müller (01/2014 – 03/2014)
- Andrea Krüger (05/2010 – 08/2024)
- Hagen Ullrich (seit 09/2024)

## Programm
| Sendezeit           | Sendungsname               | Moderatoren                           |
| ------------------- | -------------------------- | ------------------------------------- |
| 0450 Uhr – 0950 Uhr | André und die Morgenmädels | mit André Hardt und Kristin Hardt     |
| 0950 Uhr – 1350 Uhr | Dresden bei der Arbeit     | mit Marcel Wentzke                    |
| 1350 Uhr – 1850 Uhr | Hallo Dresden              | mit Roman Knoblauch                   |
| 1850 Uhr – 2050 Uhr | Dresden am Abend           | mit Daniel Pavel oder Stephan Bodinus |

| Sendezeit           | Sendungsname               | Moderatoren                       |
| ------------------- | -------------------------- | --------------------------------- |
| 0450 Uhr – 0950 Uhr | André und die Morgenmädels | mit André Hardt und Kristin Hardt |
| 0950 Uhr – 1350 Uhr | Dresden bei der Arbeit     | mit Marcel Wentzke                |
| 1350 Uhr – 1850 Uhr | Hallo Dresden              | mit Roman Knoblauch               |
| 1850 Uhr – 2350 Uhr | Freitag-Nacht              | mit Stephan Bodinus               |

| Sendezeit           | Sendungsname               | Moderatoren                       |
| ------------------- | -------------------------- | --------------------------------- |
| 0650 Uhr – 1150 Uhr | André und die Morgenmädels | mit André Hardt und Kristin Hardt |
| 1150 Uhr – 1750 Uhr | Endlich Wochenende         | mit Andrea Krüger                 |
| 1750 Uhr – 1950 Uhr | Dresden Charts             | mit Mark Mathew                   |
| 1950 Uhr – 0250 Uhr | Samstag-Nacht in the Mix   | Programm ohne Moderation          |

| Sendezeit           | Sendungsname       | Moderatoren          |
| ------------------- | ------------------ | -------------------- |
| 0650 Uhr – 0850 Uhr | Endlich Wochenende | mit Matthias Zilch   |
| 0850 Uhr – 1250 Uhr | Reiseexpress       | mit Matthias Zilch   |
| 1250 Uhr – 1750 Uhr | Endlich Wochenende | mit Robert Drechsler |
| 1750 Uhr – 2050 Uhr | Dresden am Abend   | mit Robert Drechsler |

## Mitarbeiter
Moderatoren
| - André Hardt - Kristin Hardt - Mirjam Köfer | - Marcel Wentzke - Roman Knoblauch - Stephan Bodinus | - Falko Maiwald - Mark Mathew - Robert Drechsler | - Andrea Krüger - Daniel Pavel - Matthias Zilch |

| Redaktionsleitung - Matthias Gabler | Nachrichtenredaktion - Anke Wolf - Christine Pesch - Sigrun Rottstädt - Stephanie Schulze | Sportredaktion - Jens Umbreit | Verkehrsredaktion - Mirjam Köfer - Matthias Zilch - Robert Drechsler |

Stationvoice
- Christian Blecken (seit 02/2015)
- Christin Pols (seit 08/1999)
- Karsten Klaue † (05/2010 – 01/2015)
- Bodo Venten (08/1999 – 04/2010)

## Empfang
Das Programm von Radio Dresden wird über UKW auf folgenden sechs Frequenzen ausgestrahlt.
| Region          | Frequenz  |
| --------------- | --------- |
| Dresden         | 103,5 MHz |
| Dresden-Gompitz | 91,1 MHz  |
| Pirna           | 96,4 MHz  |
| Freiberg        | 104,2 MHz |
| Freital         | 107,0 MHz |
| Meißen          | 107,5 MHz |

Außerdem ist das Programm über DAB+ in Dresden im Kanal 8C sowie im Raum Ostsachsen im Kanal 7A zu empfangen.
Als Livestream wird Radio Dresden weltweit im Internet übertragen.
Des Weiteren werden weitere Streams angeboten:
- Radio Dresden
- Radio Dresden 2
- 80er Kulthits
- 90er XXL
- Top Hits
- Freitag Nacht
- Sommerradio
- Weihnachtsradio